# Jorge Molina (strzelec)
Jorge Enrique Molina Molina (ur. 3 kwietnia 1956) – kolumbijski strzelec, olimpijczyk.

## Kariera
Specjalizował się w strzelaniu do rzutków. Dwukrotny uczestnik igrzysk olimpijskich (IO 1984, IO 1988), na których startował wyłącznie w skeecie. W Los Angeles zajął 7. miejsce, zaś zawody w Seulu ukończył na 38. pozycji (startowało odpowiednio 69 i 52 strzeców). W Seulu był również chorążym reprezentacji podczas ceremonii otwarcia igrzysk. 
Wielokrotny uczestnik mistrzostw świata i Pucharu Świata. Był m.in. 40. w trapie podwójnym podczas Mistrzostw Świata 1997 i 4. w skeecie podczas zawodów Pucharu Świata w Meksyku w 1986 roku.
Zdobył 7 medali igrzysk Ameryki Środkowej i Karaibów, w tym 5 srebrnych i 2 brązowe. Jedyne indywidualne podium osiągnął w 1986 roku, gdy zajął 3. miejsce w skeecie.

## Wyniki

### Igrzyska olimpijskie
| Igrzyska         | Konkurencja | Wynik    | Miejsce | Źródło |
| ---------------- | ----------- | -------- | ------- | ------ |
| Los Angeles 1984 | Skeet       | 194 pkt. | 7       | [ 1 ]  |
| Seul 1988        | Skeet       | 142 pkt. | 38      | [ 2 ]  |